# Октябрьское месторождение калийных солей
Октябрьское месторождение калийных солей — месторожение в Белоруссии.
В 1993—1998 годах в Беларуси было разведано новое месторождение калийных солей «Октябрьское», расположенное к северу от Припятского прогиба. В пластах калийных солей было пробурено 40 разведочных скважин. Характерной особенностью этого месторождения является наличие промышленных залежей калийных солей, развитых в верхней части (пласты «Любань» и «Старобин») фаменской соленосной формации. Руды добываемых горизонтов 0-8 и 0-9 представлены красными сильвинитами, а горизонтов 0-7 — карналлитовыми породами. На территории месторождения промышленные залежи калийных солей встречаются в Октябрьском и Старобинском синклинальных зонах, а также в седловине, разделяющей Вишневский и Малинский брахиантиклинальные складки. Руды калийных горизонтов 0-8 и 0-9 отличаются высоким качеством, содержание KCl составляет 40,51 %, MgCl2 — 0,11 %, нерастворимый остаток — 4,74 %. Для горизонтов 0-8 и 0-9 общие балансовые запасы сильвинитовой руды категорий C1 — C2 составляют 637,16 млн тонн сырой соли (152,83 млн тонн K2O), а балансовые запасы — 153,74 млн тонн (39,61 млн тонн K2O). Предпочтительным считается выборочное вскрытие сильвинитовых пластов горизонта 0-8 (средняя толщина сильвинитовых пластов 1 и 2 составляет 0,62-0,75 м и 0,75-0,87 м соответственно). В разрезе горизонта 0-9 возможно выборочное вскрытие сильвинитового пласта 3 (средняя толщина 0,79-0,90 м). Породы девонской надсолевой глинисто-мергелистой формации обводнены в нижней части на контакте с солеродным пластом. Поэтому при разработке калийных руд этого месторождения следует оставлять защитные барьерные столбы.